# CR必殺仕事人激闘編
CR必殺仕事人激闘編（しーあーるひっさつしごとにんげきとうへん）は、2003年4月に京楽産業.が発売したパチンコ機（CR機）。
2007年4月には本機の後継機である「CRぱちんこ必殺仕事人III」がデビュー。

## 機種概要
京楽産業.の『必殺仕事人』シリーズをモチーフとしたパチンコ機の第2弾。『CR必殺仕事人』の続編にあたる機種である。
目玉となる役物（真剣フラッシュ）と演出（閃光X斬り）を搭載した事で話題となる。
また、今作より新キャラクターとして『必殺仕事人V・激闘編』より組紐屋の竜、鍛冶屋の政が登場。
変動予告では田中筆頭同心様と中村せんも初登場。

## 予告演出

### 捕物ストーリー予告
1. 画面上から泥棒が登場する
2. 田中様が泥棒を捕まえようとするが失敗し中村主水へ助けを求める
3. 中村主水が登場して泥棒と揉み合いになる。（リーチ確定）
4. 捕獲する事に成功すればスーパーリーチ確定。
5. 泥棒を捕らえた後に歓声と共に桜吹雪が舞えば信頼度大幅アップ

#### チャンスアップパターン
- ステップ1の泥棒の色によって期待度が変化
  - 青泥棒（霞の三蔵）：通常パターン
  - 赤泥棒（霞の次郎吉）：スーパーリーチ確定
  - ゼブラ泥棒（霞の一之助）：期待度大幅アップ
- ステップ3で捕獲に失敗した場合でも、ステップ5のタイミングで中村せんが登場すれば期待度アップとなる。

### その他の変動中予告
真剣フラッシュ予告
変動開始時に効果音と共に液晶上部の刀型役物の鞘が開き光を放つ。保留玉連続予告になっており、連続回数が多いほど期待度アップとなる。単体での出現の場合はガセもあるがリーチに発展するとかなり期待が持てる。上記の捕物予告と複合することが多い。
スベリ予告
通常スベリ：右出目が一旦停止後に再度動いて停止する。
政スベリ：ステップ2で止まり泥棒が一旦画面外に消えた直後に画面右より政が登場し泥棒ごと右絵柄を吹き飛ばす。政リーチに発展すれば激アツ。
竜スベリ：組紐で右絵柄を引っ張りリーチにする。竜リーチ発展で激アツ。
片斬りスベリ：通常図柄のリーチが始まる瞬間に閃光X斬りの片方のみが発生し確変絵柄に変わる。
P-Vib（ピーバイブ）予告
変動中にハンドルが震えればその時点で大当たり確定となる。
閃光X斬り（せんこうエックスぎり）演出
盤面にある白色のランプを使った、液晶もろとも盤面を斬り裂く演出。様々なタイミングで発生する。

## リーチ演出
まず、リーチが掛かると障子が閉じる演出が発生する。
障子が開かない場合
そのまま図柄が停止する。その後、鍛冶屋リーチへ発展する場合があるが、障子が開いた場合と比較すると基本的には期待度は低い。まれに仕事人出陣チャンスへ発展することもあり。
障子が開いた場合
頼み人が登場すれば頼み人予告となり、アイテムが出現すればアイテム予告が発生する。障子が開いても無人だった場合はノーマルリーチのロングVer.となる。
屋敷潜入演出
頼み人予告及びアイテム予告発生後は画面が暗転し、天井裏から屋敷の中に潜入する演出が発生するが、この時にトランペット予告が発生することがある。

## リーチ後予告
頼み人予告
ノーマルリーチ中に障子が開き、頼み人の「おはる」が登場すればスーパーリーチへ発展する。紺色の着物を着ているのが基本パターンであるが、赤い着物を着ていたり、顔の部分がキラキラ輝いていたりしていれば期待度アップ、赤い着物＋キラキラの複合の場合は激アツとなる。
アイテム予告
頼み人の代わりにアイテムが登場した場合、対応する仕事人SPリーチへの発展が確定する。「刀」なら主水SPリーチへ、「組紐」なら竜SPリーチへ、「手槍」なら政SPリーチへの発展が確定する。また、法則が崩れた場合は激アツとなる。
トランペット予告
上記2予告発生後、トランペット音の「殺しのテーマ」が流れる予告。発生すれば仕事人SPリーチへの発展が確定し、期待度大幅アップとなる。また、ごくまれにトランペット音ではなくチャルメラ音が流れた場合は大当り確定となる。

### スーパーリーチ

#### 障子非開放時に発展するリーチ
鍛冶屋リーチ
ノーマルリーチハズレ後、背景の障子に「打物 政」と表示されると発展。政が刀を金鎚で叩き図柄をコマ送りで進行させる。ロングへの繋ぎとなるリーチとなっている。
鍛冶屋ロングリーチ
鍛冶屋リーチで4コマ以上進行した場合に発展。政が炎に包まれ図柄がコマ送りで進む。外れても閃光X斬りが発生すれば復活大当りとなる。

#### 障子開放時に発展するリーチ
悪人リーチ
ノーマルリーチロングVer.外れ後、画面が暗転すると発展する。悪代官がおなつ（頼み人おはるの妹）の着物の帯を引っ張り図柄を回転させる。また、リーチ発展時画面右上に一瞬泥棒が顔を出す事があり、この時の泥棒の色で悪人必殺リーチへの期待度が変わる。
悪人必殺リーチ
悪人リーチハズレ後、悪代官の頭上に!マークが表示されると発展。仕事人が悪人に天誅を下す。登場した仕事人によって期待度が異なる。
大砲リーチ
屋敷潜入演出後、屏風が手前に倒れた後に悪人が登場すると発展する。このリーチ自体の大当たり期待度は低いが、ハズレ後に仕事人SPリーチへ発展する場合があり、基本的には仕事人SPリーチへの繋ぎ役のリーチとなっている。また、ハズレ後、悪人の頭上に?マークが表示されると仕事人SPリーチへの発展率がアップし、!マークが表示された場合は発展が確定する。
政リーチ
屋敷潜入演出後、屏風が手前に倒れた後に誰もいない場合は政リーチとなる。政が+1コマの図柄をタックルで弾き飛ばせれば政SPリーチへ発展する。このリーチには「桜吹雪」「タックル時に目に炎」「右肩でタックル」というチャンスアップパターンがあり、「右肩でタックル」の場合は政SPリーチへの発展が確定、三つすべてが複合した場合は大当たり確定となる。

#### 仕事人スペシャルリーチ（仕事人SPリーチ）
仕事人の実写映像が流れるリーチで、大当たりに最も関わりやすいリーチである。
政SPリーチ
政が手槍を図柄に突き刺す。このリーチは政リーチから発展するパターンと、大砲リーチハズレ後に政が登場して悪人を蹴り飛ばして発展するパターンの二種類存在する。仕事人SPリーチの中では最も期待度が低いリーチであるが、後者の発展パターンの方が期待度は高い。また、外れても閃光X斬りが発生すれば復活大当りとなる。
竜SPリーチ
竜が図柄を組紐で吊り上げるリーチ。このリーチは大砲リーチを経由せず、屋敷潜入演出から直接発展する。外れても閃光X斬りが発生すれば復活大当りとなる。
主水SPリーチ
大砲リーチハズレ後、真剣フラッシュが作動し、閃光X斬りで図柄を切り裂くと、このリーチへ発展する。仕事人SPリーチの中では最も期待度が高い。なお、この仕事人SPリーチは外れた後の復活演出が無い。

#### 仕事人出陣チャンス
真剣フラッシュと閃光X斬りが発生し仕事人出陣チャンスへ突入する。発生率が低いため、期待度は高い。
発展する可能性があるのは変動開始時、はずれ目停止後、ノーマルはずれ後の3箇所。
仕事人の顔と小判の書かれたルーレットが時計回りに作動し、チャンスボタンを押して止まったそれぞれの仕事人SPリーチへ発展する。中村主水を選ぶ事が出来れば期待度が高い。また、この仕事人出陣チャンスで選択した仕事人SPリーチには外れた後の復活演出は無い。

#### 仕事人リーチ
チャンス目「仕・事・人」が停止後、落雷と共に再変動すれば大当り確定。

#### 再抽選アクション
図柄が高速回転〜停止を2回繰り返した後、中速又は低速になり図柄が停止する。停止後に閃光X斬りが発生すれば確変昇格となる。また、この間に仕事人3人のカットインが発生すれば昇格確定。

## 登場キャラクター
- 中村主水（藤田まこと）
- 組紐屋の竜（京本政樹）
- 鍛冶屋の政（村上弘明）
- 筆頭同心田中（通称、田中様／山内としお）
- 中村せん（菅井きん）

## 図柄
- 確変図柄：三・五・七・仕・事・人
- 通常図柄：一・二・四・六・八・九

## 基本スペック

### CR必殺仕事人激闘編ZR
- 大当たり確率
  - 低確率：1/349.7
  - 高確率：1/58.3
- 確変割合：50%
- 大当たりラウンド：15R・10C
- 賞球数：4&10&15
- 通常大当たり終了後時短100回転

### CR必殺仕事人激闘編WR
- 大当たり確率
  - 低確率：1/313.7
  - 高確率：1/62.7
- 確変割合：50%
- 大当たりラウンド：確変図柄 14R・9C or 通常図柄 10R・9C
- 賞球数：4&10&15
- 通常大当たり終了後時短100回転

### CR必殺仕事人激闘編VR
- 大当たり確率
  - 低確率：1/336.3
  - 高確率：1/56.1
- 確変割合：50%
- 大当たりラウンド：15R・9C
- 賞球数：4&10&14
- 通常大当たり終了後時短100回転

### CR必殺仕事人激闘編XR
- 大当たり確率
  - 低確率：1/336.3
  - 高確率：1/56.1
- 確変割合：50%
- 大当たりラウンド：15R・9C
- 賞球数：4&10&15
- 通常大当たり終了後時短100回転

### CR必殺仕事人激闘編MR
- 大当たり確率
  - 低確率：1/313.7
  - 高確率：1/62.7
- 確変割合：50%
- 大当たりラウンド：15R・9C
- 賞球数：4&10&15
- 高確率状態での通常大当たり終了後時短100回転